# حريق مخيم اللاجئين في تايلاند 2013
حريق مخيم اللاجئين في تايلاند 2013 في 22 مارس 2013 أدى حريق في مخيم بان ماي سورين للاجئين في مقاطعة ماي هونغ سون بتايلاند إلى مقتل 37 لاجئًا من كارين من ميانمار المجاورة، فضلاً عن تدمير مئات المساكن. يعتقد أنه بدأ بعد «حادث طبخ»، بدأ الحريق في حوالي الساعة 16:00 بالتوقيت المحلي (09:00 بتوقيت جرينتش)، وانطفأ بعد حوالي ساعتين. وقد انتشر الحريق بفعل الطقس الحار مصحوبًا برياح قوية.
يبلغ العدد الحالي للقتلى جراء الحريق 37 منهم 21 رجلاً و16 امرأة. من بين هؤلاء قُتل 35 شخصًا بشكل مباشر، بينما توفي اثنان آخران في الأيام التالية. تم حرق غالبية الضحايا حتى الموت، بينما أصيب آخرون بالاختناق. تم الإبلاغ سابقًا عن أن عدد القتلى يصل إلى 62، على الرغم من تعديل هذا لاحقًا. كما أفادت مصادر مختلفة «ما لا يقل عن 100» و«أكثر من 200» جرحى آخرين.
دمرت النيران مئات الأكواخ المؤقتة المصنوعة من الخيزران في المخيم، فضلاً عن العيادة الطبية بالمخيم والمستشفى ومستودعين للأغذية. تُرك ما لا يقل عن 2300 شخص دون مأوى بعد الحريق، وتم إيواؤهم بعد ذلك في خيام. يتم توفير الطعام والمأوى والملبس من قبل لجنة الإنقاذ الدولية، والمفوضية السامية للأمم المتحدة لشؤون اللاجئين وخدمة اللاجئين اليسوعيين والمنظمة الدولية للهجرة بالإضافة إلى مجموعات إغاثة أخرى.

## الجدل
يزعم شهود العيان أنهم رأوا طائرة هليكوبتر أو طائرة تمر عدة مرات في سماء المنطقة قبل أن تسقط «شرارات» على أسطح أحد مصادر الحرائق. ووجد التحقيق آثار الفوسفور في مصدر الحريق، مما دفع قائد الشرطة إلى الادعاء بأنها لم تكن حادثًا. بدأ الحريق في وقت واحد في المنطقة 1 والمنطقة 4 على طرفي نقيض من المعسكرات، مما دفع البعض للاشتباه في وجود شك في الأمر، بالإضافة إلى ذلك أفاد قائد قسم في المخيم أن خيمتين سكنيتين بعيدتين عن المخيم قد تم حرقهما في وقت واحد، مما دفع المجتمع المحلي لمزيد من الشك في اللعب الخبيث.